# Vern Benson
Vernon Adair Benson (19 de septiembre de 1924 - 20 de enero de 2014) fue un defensor interno/jardinero, entrenador, cazatalentos y administrador provisional en las Grandes Ligas de Béisbol. Durante su carrera como jugador, fue de 5'11 "(180 cm) de altura, con peso 180 libras (82 kg), bateó con la zurda, y lanzó con la diestra.

## Carrera
Benson trabajó con Keane y en 1964 para el Campeonato del Mundo de los Cardenales, luego se trasladó a New York Yankees cuando Keane cambió a los Bombers (su oponente de 1964 en la serie mundial) en 1965. Pero los Yankees estaban en una espiral descendente en el tiempo, terminando en sexto lugar en la Liga Americana de 1965. Luego ganaron sólo cuatro de sus primeros 20 partidos en 1966, resultando en el despido de Keane y la renuncia de Benson, el 7 de mayo.